# أليكس هندرسون
أليكس هندرسون (بالإنجليزية: Alex Henderson)‏ هو لاعب كرة قدم بريطاني، ولد في 2001 في Boxford, Suffolk ‏ في المملكة المتحدة. لعب مع إيبسويتش تاون.